# Izvoare (Dolj)
Pour l’article homonyme, voir Izvoare.
Izvoare est une commune roumaine située dans le județ de Dolj.